# 히노시마촌 (나가사키현)
히노시마촌(日島村)은 나가사키현 미나미마쓰우라군에 설치되었던 촌이다. 현재의 신카미고토정에 해당한다.